# 白瀬
白瀬（しろぜ）とは、長崎県北松浦郡小値賀町の小値賀島の、西約20kmにある孤立した無人島である。

## 歴史
平成23年、日本の排他的経済水域（EEZ）の外縁を根拠付ける離島として、岩礁群の北辺にある島に「白瀬北小島」の名称が、海上保安庁により正式に命名された。